# Kongsberg Defence & Aerospace
Kongsberg Defense & Aerospace є одним із трьох бізнес-підрозділів Kongsberg Gruppen (KONGSBERG) у Норвегії та постачальником оборонних і космічних систем і продуктів, головним чином протикорабельних ракет, військового зв'язку, а також командних систем і систем управління озброєнням для військово-морських кораблів і систем протиповітряної оборони. Компанія відома завдяки своїй розробці та виробництву першої протикорабельної ракети з пасивним інфрачервоним наведенням, Penguin, постачання якої розпочалося на початку 1970-х років (коли Kongsberg Defense & Aerospace входила до складу концерну KONGSBERG). Станом на 2021 рік у Kongsberg Defense & Aerospace працювало 3500 співробітників.
Діяльність, пов'язана з космосом, здійснюється відділом Kongsberg Defense & Aerospace Space & Surveillance та Kongsberg Satellite Services. Відомими продуктами, пов'язаними з космосом, від Kongsberg Defence & Aerospace є механізми кріплення та механізми розблокування прискорювача для Ariane 5 Європейського космічного агентства. На початку 1990-х років компанія Kongsberg Defence & Aerospace співпрацювала з Лабораторією реактивного руху (JPL) НАСА і німецькою Deutsche Aerospace AG (DASA) в розробці програмного забезпечення системи тестування/контролю, а також у виробництві апаратного забезпечення космічного корабля для космічного зонда НАСА/ЄКА «Кассіні — Гюйгенс». Компанія Kongsberg Defense & Aerospace також поставила механізм приводу сонячної батареї для космічного зонда ЄКА «Розетта».
22 листопада 2008 року міністр оборони Норвегії Анне-Грете Стрем Еріксен відкрила новий завод Kongsberg Defense & Aerospace, який вироблятиме деталі для нового норвезького літака F-35 Lightning II.

## Власники та право власності в інших компаніях
Kongsberg Defence & Aerospace повністю належить Kongsberg Gruppen ASA. Компанія володіє 50 % акцій Kongsberg Satellite Services AS.
Дочірніми компаніями Kongsberg Defence & Aerospace є:
- Kongsberg Spacetec AS
- Kongsberg Hungaria Kft
- Kongsberg Norcontrol AS
- Kongsberg Defense Corp.
- Kongsberg Defense Oy
- Kongsberg Defense Sp. ZOO
- Kongsberg Gallium Ltd.
- Kongsberg Defense Ltd.Co.[5]

## Справа Toshiba-Kongsberg
У 1987 році Tocibai Machine, дочірня компанія Toshiba, була звинувачена в незаконному продажу фрезерних верстатів із числовим програмним керуванням, які використовувалися для виробництва дуже тихих гвинтів підводних човнів, до Радянського Союзу в порушення угоди з CoCom щодо міжнародного ембарго до деяких країн у складі РЕВ. У скандалі Toshiba-Kongsberg були задіяні дочірня компанія Toshiba і норвезька компанія Kongsberg Vaapenfabrikk. Цей інцидент загострив відносини між Сполученими Штатами та Японією та призвів до арешту та судового переслідування двох керівників вищої ланки, а також до накладення санкцій на компанію обома країнами.

## Компанія та Україна
Станом на 10 листопада 2022 року на озброєнні України перебувають дев'ять одиниць зенітно-ракетних комплексів NASAMS, які були передані Україні Міністерством оборони США у вересні 2022 року в рамках допомоги Україні під час повномасштабного російського вторгнення.
У червні 2025 року компанія Kongsberg Defence & Aerospace офіційно відкрила офіс в Україні.

## Продукти
Integrated Director Group (IDG) — радіолокаційна система цілевказування
- Penguin — протикорабельна ракета пасивного теплового наведення
- Naval Strike Missile (NSM) — протикорабельна ракета з пасивною тепловізорною головкою самонаведення. Запускається з кораблів і наземних транспортних засобів.
- Joint Strike Missile (JSM) — ракета для морських і наземних цілей, що запускається з літака
- Тренажери та симулятори для різних систем
- Механіка та оптомеханіка для космічних кораблів
- Протектор (RWS)
- EriTac — тактичний зв'язок
- Multi-Role Radio (MRR) — польові радіостанції
- ComBatt — система для управління полем бою
- Пристрої шифрування
- NORTaC-C2IS — системи управління тактичними операціями в армії
- Композитні матеріали
- MSI-90 uboat system — система управління та контролю озброєнням підводних човнів
- MSI 2005F — система для боротьби з підводними човнами, яка використовується на фрегатах
- Senit 2000 — командна система для патрульних кораблів класу Hauk
- MICOS — пошук мін і тралення
- Kongsberg Mission Planning System (KAMP) — тактична система для військово-морських операцій
- Мінний снайпер — дистанційний мінний знищувач
- SLAMRAAM — ракети протиповітряної оборони типу «земля-повітря» AIM-120, як окрема система в NASAMS, так і інтегрована з HAWK
- GBADOC — наземний контроль повітряного простору
- Програмне забезпечення для E3A AWACS
- NASAMS 1-3